# Jennifer Rosales
Jennifer Rosales (Manila, 17 settembre 1978) è una golfista filippina, attiva principalmente nell'LPGA Tour.
Cresciuta negli Stati Uniti d'America, nel 2004 è divenuta la prima filippina a vincere un evento dell'LPGA Tour in occasione del suo trionfo al Chick-fil-A Charity Championship di quell'anno.

## Carriera

### Dilettantismo
Inizia la carriera amatoriale nelle Filippine, dove vince il campionato amatoriale femminile di golf per cinque edizioni consecutive, dal 1994 al 1998.
Trasferitasi poi negli Stati Uniti d'America, frequenta la University of Southern California di Los Angeles, conquistando il campionato NCAA nel 1998. Da dilettante si fregia anche del Golf World/Palmetto Dunes Collegiate Invitational, oltre a far parte della squadra All-American per la stagione 1998-1999, la seconda con gli USC Trojans.

### Professionismo
Grazie a un 7º posto al torneo di qualificazione LPGA dell'ottobre 1999 ottiene uno status d'esenzione per l'LPGA Tour 2000, dove esordisce a livello professionale.

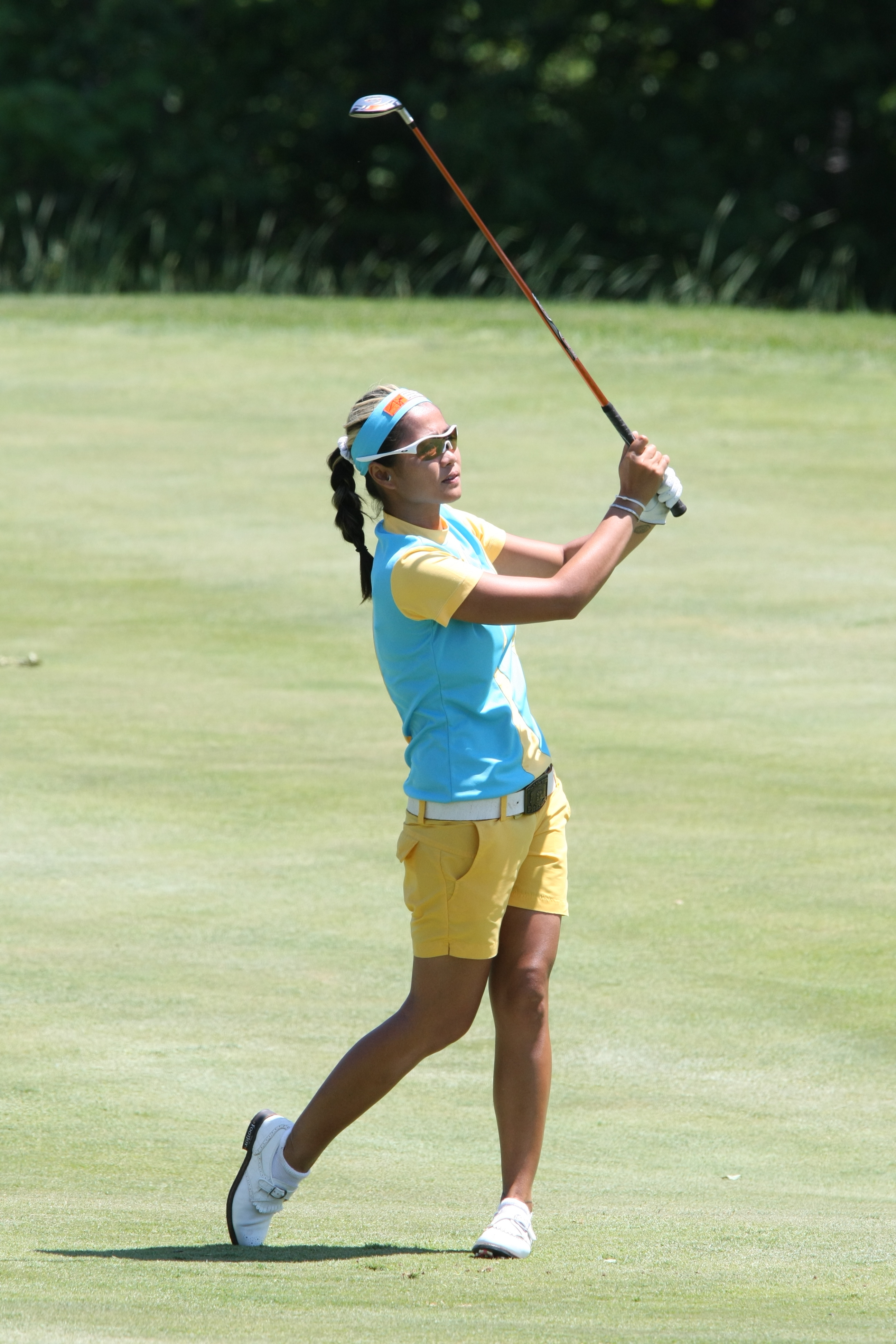
Rosales all'LPGA Championship 2008.

Nel 2004 diventa la prima filippina a vincere un evento sul circuito LPGA grazie al successo alla Chick-fil-A Charity Championship.
Nel 2005 rappresenta le Filippine, assieme a Dorothy Delasin, alla prima edizione del campionato mondiale femminile di golf, terminato in seconda posizione. L'anno seguente fa squadra con Ana Larraneta, ed è membro della squadra asiatica alla Lexus Cup. Ai mondiali del 2008, in coppia nuovamente con la Delasin, trionfa con un vantaggio di due colpi sulla Corea del Sud.
Per la stagione 2014 ottiene lo status per il circuito LPGA, in virtù della 68ª posizione nella classifica annuale per somme vinte  (money list) dell'LPGA Tour.

## Risultati in carriera

### Vittorie sull'LPGA Tour (2)
| Nr. | Data             | Torneo                           | Punteggio       | Al par | Margine | Seconda classificata                              |
| --- | ---------------- | -------------------------------- | --------------- | ------ | ------- | ------------------------------------------------- |
| 1   | 2 maggio 2004    | Chick-fil-A Charity Championship | 70-70-69-65=274 | –14    | 1 colpo | Rosie Jones Lee Jung-yeon Becky Morgan Grace Park |
| 2   | 26 febbraio 2005 | SBS Open at Turtle Bay           | 66-69-73=208    | –8     | 2 colpi | Cristie Kerr Michelle Wie                         |

Record negli spareggi (playoff) dell'LPGA Tour (0–1)
| Nr. | Anno | Torneo                   | Avversaria(e)                           | Risultato                                        |
| --- | ---- | ------------------------ | --------------------------------------- | ------------------------------------------------ |
| 1   | 2003 | Giant Eagle LPGA Classic | Lori Kane Annika Sörenstam Rachel Teske | Teske vince per un birdie alla terza extra buca. |

### Altre vittorie (1)
- 2008 (1) Campionato mondiale femminile di golf (con Dorothy Delasin)